# A Night at the Opera Tour
A Night at the Opera Tour bylo koncertní turné britské rockové skupiny Queen k albu A Night at the Opera. Jednalo se o světové turné a koncerty se odehrávaly v letech 1975–1976. Na koncertech v rámci tohoto turné poprvé zazněla píseň „Bohemian Rhapsody“, která byla hrána na všech následujících koncertech až do roku 1986.
Na DVD A Night at the Odeon je zaznamenán vánoční koncert v Hammersmith Odeon. „Je na co se dívat,“ řekl o této nahrávce Brian May. „Byli jsme jen čtyři, ale vydali jsme hodně hluku. Jsem docela šokován, jak to bylo dobré. Byli jsme neuvěřitelně sehraní a zároveň – protože jsme se tak dobře znali – panovaly velmi uvolněně podmínky pro improvizaci.“

## Setlist
Toto je obvyklý setlist, seznam písní, které Queen hráli na koncertech v rámci tohoto turné. Tento seznam reprezentuje koncert v Bostonu a na ostatních koncertech se mohl mírně lišit:
1. „Bohemian Rhapsody“
2. „Ogre Battle“
3. „Sweet Lady“
4. „White Queen (As It Began)“
5. „Flick of the Wrist“
6. „Bohemian Rhapsody"
7. „Killer Queen“
8. „The March of the Black Queen“
9. „Bohemian Rhapsody"
10. „Bring Back That Leroy Brown“
11. „Brighton Rock“
12. „Son and Daughter“
13. „The Prophet's Song“
14. „Stone Cold Crazy“
15. „Doing All Right“
16. „Lazing on a Sunday Afternoon“
17. „Keep Yourself Alive“
18. „Seven Seas of Rhye“
19. „Liar“
20. „In the Lap of the Gods… Revisited“
Přídavek
21. „Now I'm Here“
22. „Big Spender“
23. „Jailhouse Rock“
24. „God Save the Queen “

## Složení kapely
- Freddie Mercury – hlavní zpěv, klavír, tamburína
- Brian May – elektrická kytara, doprovodné vokály, banjo
- Roger Taylor – bicí, doprovodné vokály
- John Deacon – basová kytara, doprovodné vokály